# بدر حجی
بدر حجی (انگلیسی: Bader Haji؛ زادهٔ ۱۹ دسامبر ۱۹۶۷) بازیکن فوتبال اهل کویت بود.
از باشگاه‌هایی که در آن بازی کرده‌است می‌توان به باشگاه فوتبال الشباب عربستان سعودی و باشگاه ورزشی کاظمه کویت اشاره کرد.
وی همچنین در تیم ملی فوتبال کویت بازی کرده‌است.